# Munksjö
För Ahlstrom-Munksjö Oyj, se Ahlstrom-Munksjö

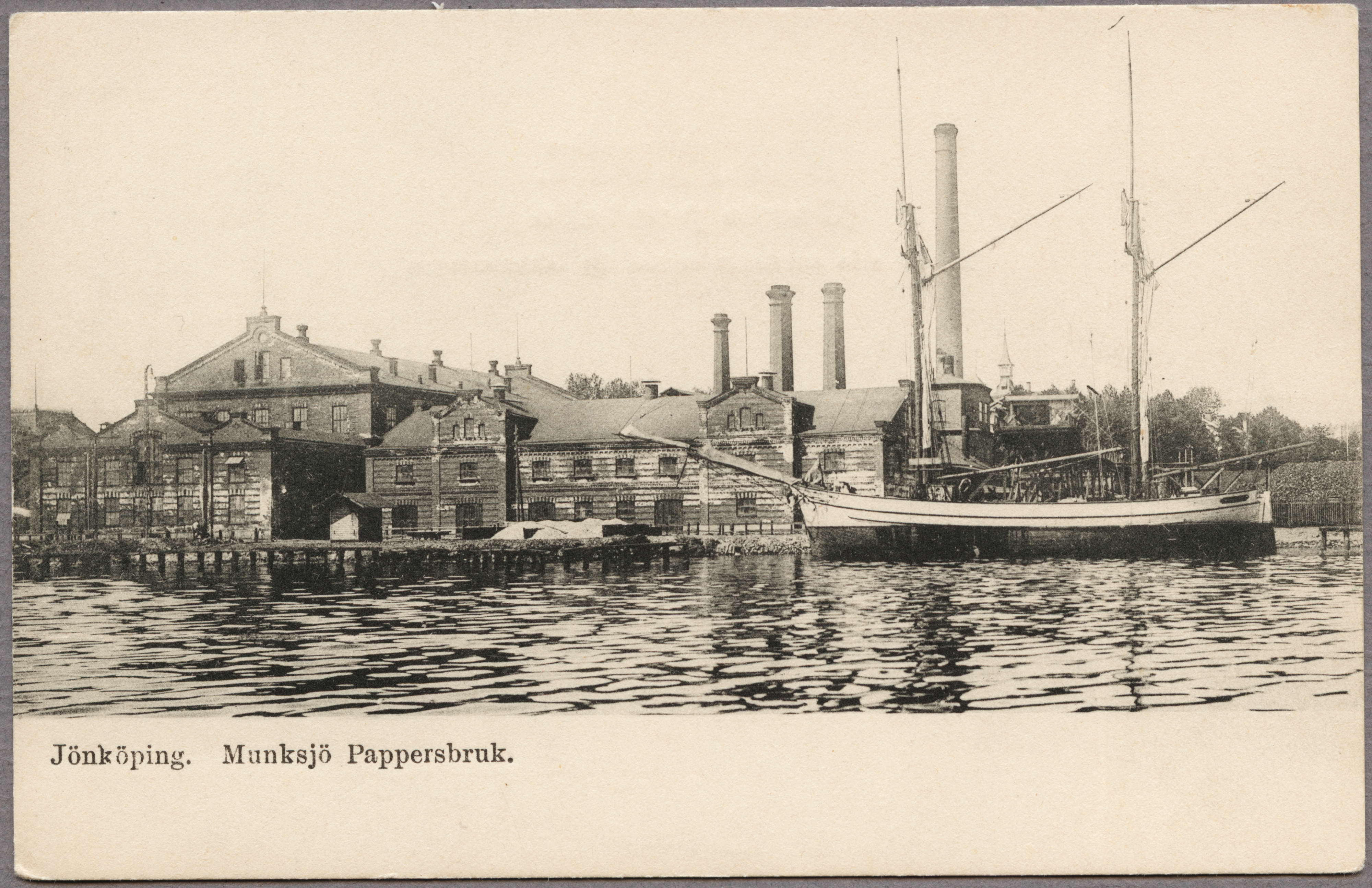
Munksjö pappersbruk vid Munksjön i Jönköping, 1900

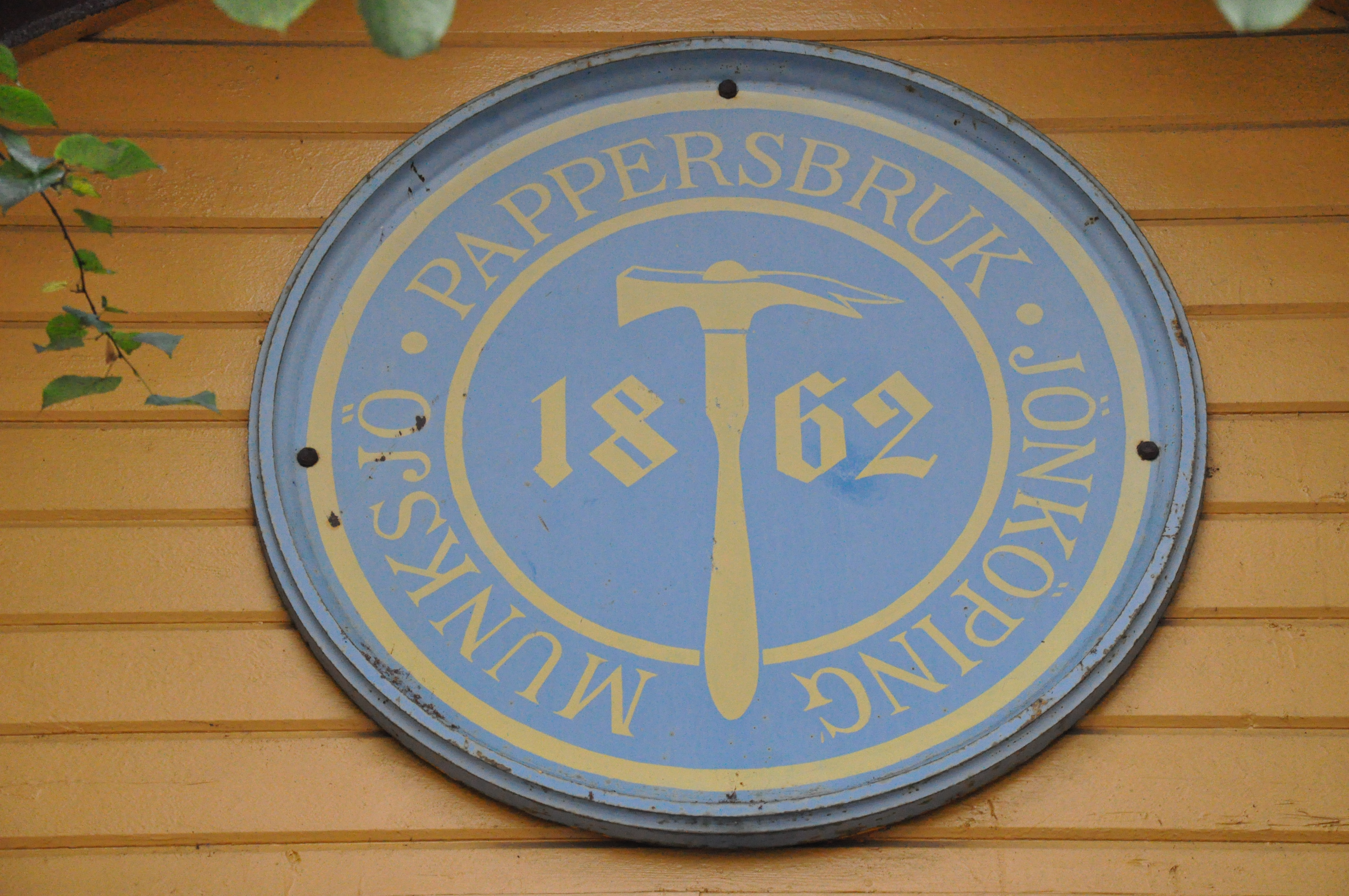
Munksjö pappersbruk, skylt vid huvudkontoret på Barnarpsgatan i Jönköping

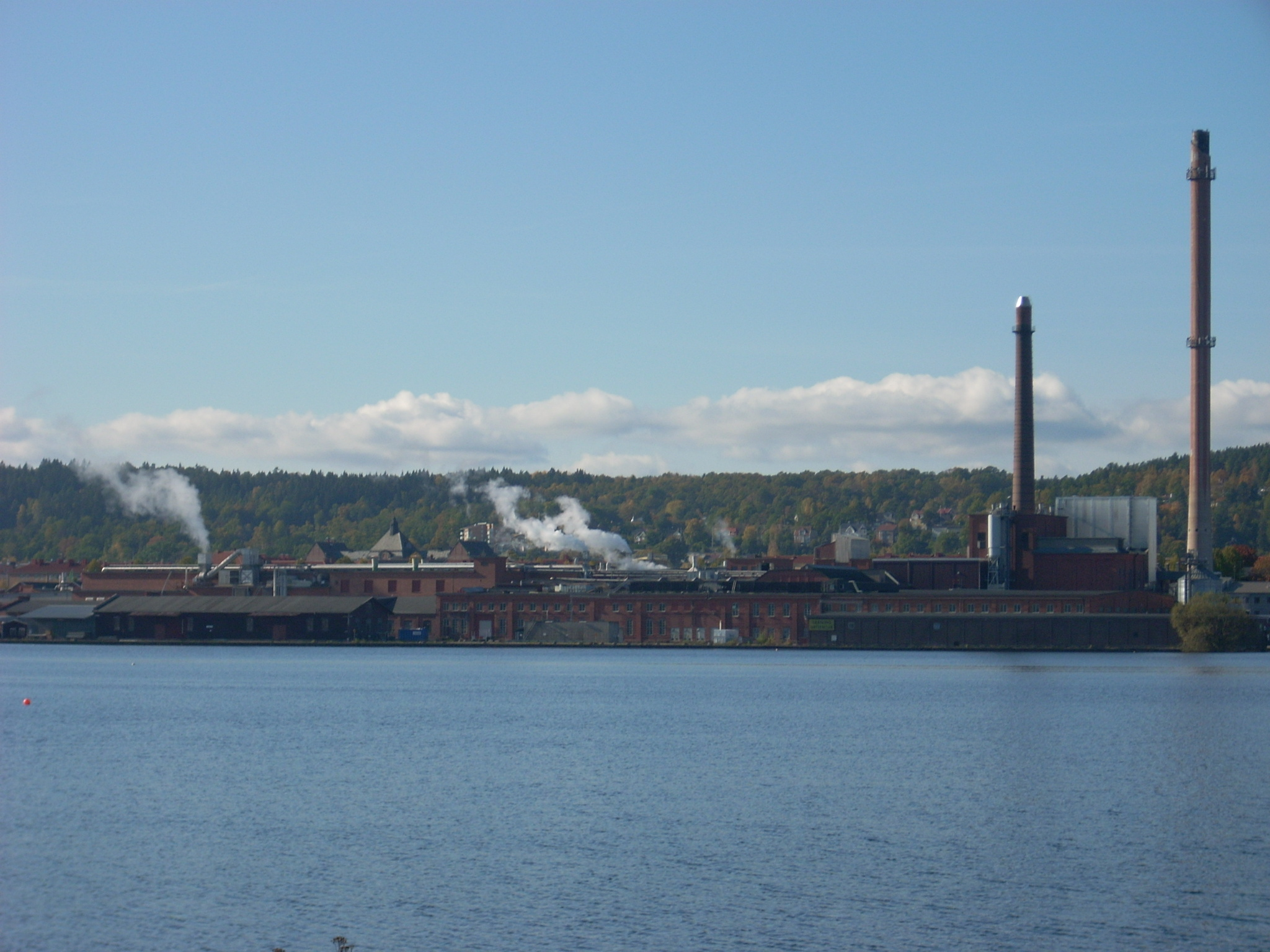
Munksjö pappersbruk vid Munksjön i Jönköping, 2007

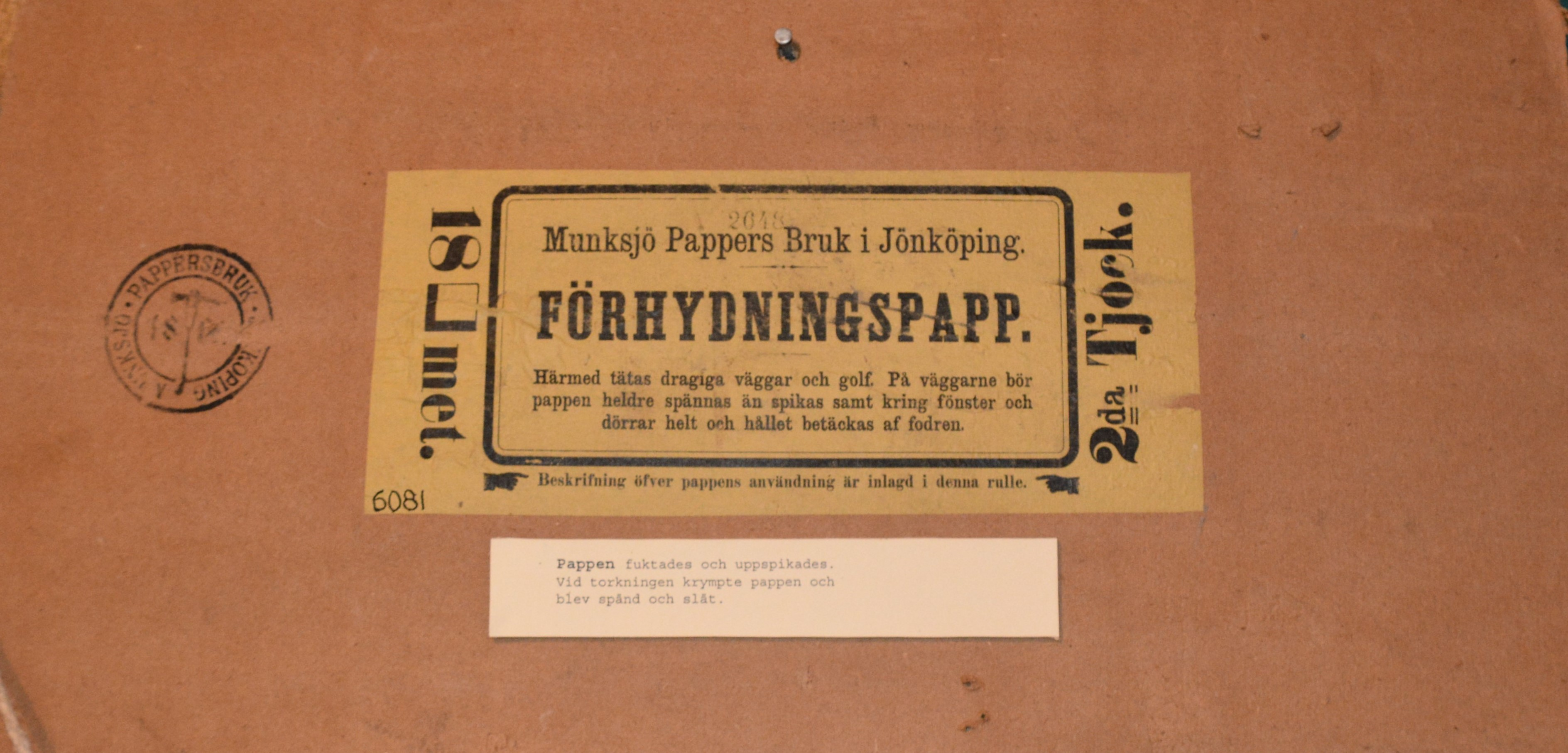
Etikett på förhydningspapp från Munksjö pappersbruk på Måleriyrkets museum i Stockholm, 2018

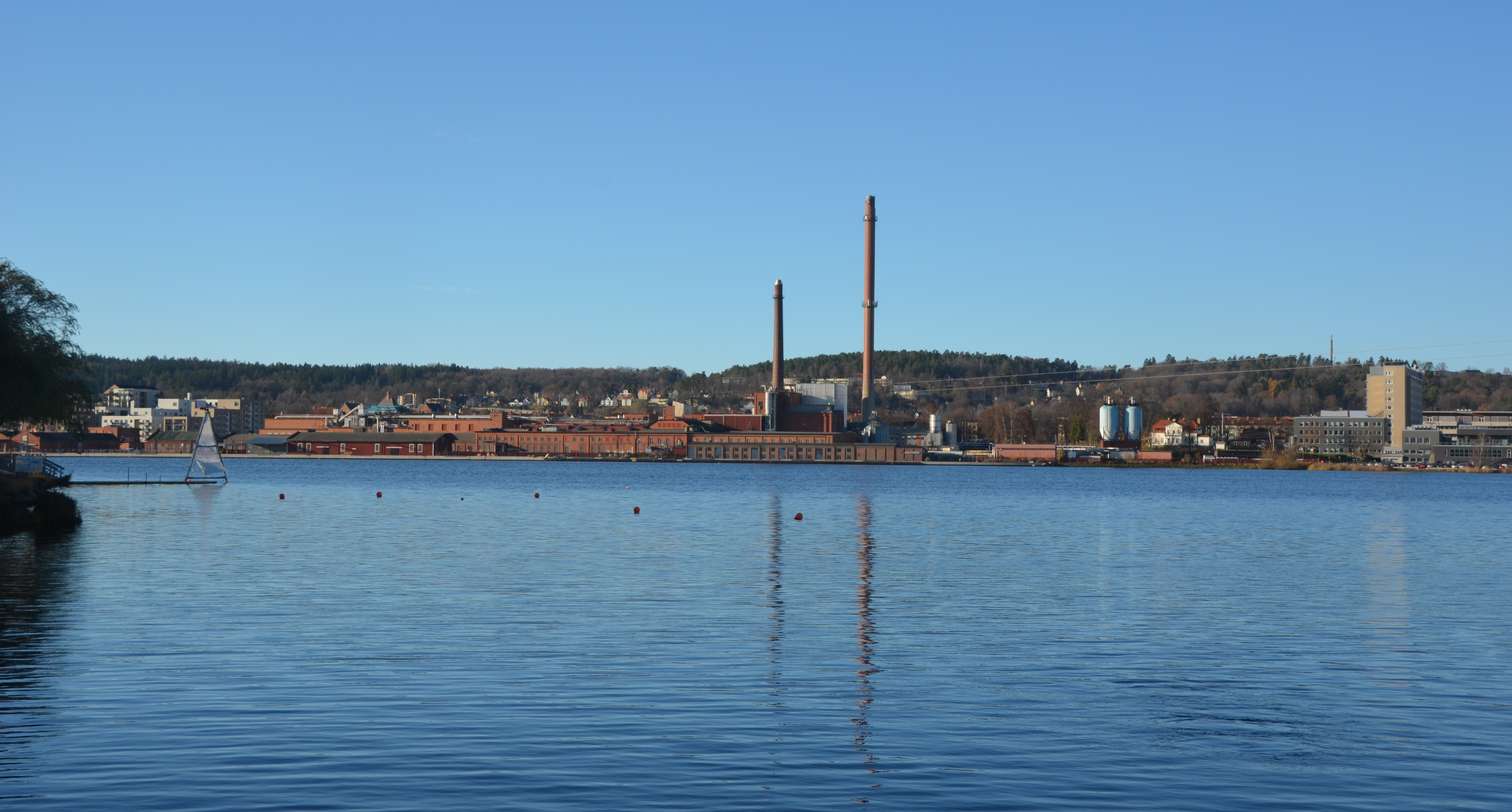
Pappersbruket, 2024

Munksjö AB var ett svenskt pappersföretag med verksamhet på flera platser i Sverige och utomlands. År 2017 fusionerades Munksjö med den finländska industrikoncernen Ahlstrom till Ahlstrom-Munksjö.

## Historik
Det ursprungliga bruket som gett koncernen dess namn grundades 1862 i Jönköping av Johan Edvard Lundström och Lars Johan Hierta. Johan Edvard Lundström är mer känd som grundare 1845 av Jönköpings tändsticksfabrik och vidareutvecklingen av säkerhetständstickan. Lars Johan Hierta var riksdagsman och grundare av bland annat Aftonbladet. 
Johan Ludvig Lundström behövde en medhjälpare och anställde 1863 Knut Ottonin Ljungqvist. När Lundström 1868 lämnade Munksjö tog Ljungquist över hans del och vidareutvecklade företagets produkter. 1871 blev Ljungquist disponent på Munksjö och när Hierta avled 1874 kunde Ottonin Ljungquist köpa hela Munksjö. År 1890 bildades Munksjö AB och Ottonin Ljungquist blev styrelsens ordförande. Bruket fick sitt dåvarande namn "Munksjö Pappers" efter placeringen vid Munksjön i Jönköping. Ljungquist avled 1896 och ersattes 1899 som disponent  av Karl Hård av Segerstad.
År 1898 anlade Munksjö pappersbruk en kraftstation i Huskvarnaån nedanför Ebbes bruk. Kraften motsvarade 2 000 hk och användes av såväl Ebbes bruk som av pappersbruket, dit avståndet är tolv kilometer. Kraftstationen visas nu som teknikhistoriskt museum. År 1917 förvärvades Aspa bruk och 1919 noterades Munksjö på Stockholmsbörsen. Munksjö köpte senare upp Fiskeby fabriks AB och Lagamills AB, och hade 1931 omkring 1 000 anställda.
Munksjökoncernen kom att växa genom förvärv inom och utom landet och omfattade produktion av bland annat kartong, toalettpapper och annat hygienpapper och så kallat elektrotekniskt papper, som användes som isolering i kablar och ställverk. Munksjö köptes 2002 upp av irländska Jefferson Smurfit och avnoterades därmed från Stockholmsbörsen. Dess förpackningsverksamhet såldes vidare till SCA, medan hygienpapper behölls av Jefferson Smurfit. Munksjös specialpappersverksamhet såldes 2005 till Investor-kontrollerade riskkapitalbolaget EQT och drevs vidare under namnet Munksjö. 
Under EQT:s ägande avvecklades två bruk i Italien och ett i USA. År 2010 förvärvades Arjowiggins med verksamhet i Tyskland och Frankrike. 
År 2016 meddelade Munksjö och den finländska Ahlstrom om en så kallad absorptionsfusion mellan bolagen. År 2013 hade Munksjö redan fusionerats med delar av Ahlstrom. Ahlstrom-Munksjö är inriktat på bland annat dekorpapper, tunnpapper och elektrotekniskt papper.

## Tidigare Munksjökoncernen
- Munksjö Paper AB, Jönköping, Sverige
- Munksjö Paper AB, Billingsfors, Sverige
- Munksjö Aspa Bruk AB, Aspa bruk, Sverige
- Munksjö Paper (Taicang) Co. Ltd., Taicang, Kina
- Munksjö Paper GmbH, Unterkochen, Tyskland
- Munksjö Dettingen GmbH, Dettingen an der Erms, Tyskland
- Munksjö Paper S.A., Tolosa, Spanien
- Munksjö Arches SAS, Arches, Frankrike
- Munksjö Paper S.A., La Gère, Rottersac och Stenay, Frankrike
- Munksjo Italia S.p.A Turin, Italien
- Munksjo Brasil Industria e Comercio de Comercio de papeis especiais Ltda, Jacarei, Brasilien